# Theridion gracilipes
Theridion gracilipes là một loài nhện trong họ Theridiidae.
Loài này thuộc chi Theridion. Theridion gracilipes được Arthur T. Urquhart. miêu tả năm 1889.